# The Lobo Paramilitary Christmas Special
(Lobo)
Lobo Paramilitary - Sangue a Natale (The Lobo Paramilitary Christmas Special) è un fumetto speciale edito dalla DC Comics nel gennaio 1992 con protagonista il cacciatore di taglie czarniano Lobo, impegnato nel cercare di uccidere Babbo Natale per conto del Coniglietto Pasquale.
Il fumetto è stato realizzato da Keith Giffen, Alan Grant e Simon Bisley, trio di autori che hanno contribuito al boom del personaggio di Lobo agli inizi degli anni novanta con storie come Lobo: L'ultimo czarniano (The Last Czarnian), Lobo è tornato (Lobo's Back), Lobo: Infanticidio (Infanticide, senza Bisley) e, appunto, Lobo Paramilitary - Sangue a Natale.
In Italia è stato pubblicato prima dalla Play Press Publishing nel 1992 in un albo speciale da 48 pagine e successivamente dalla Planeta DeAgostini sulle pagine di Universo DC: Lobo n. 2 del novembre 2007 (con il titolo Natale paramilitare).

## Trama
Lo czarniano Lobo è un cacciatore di taglie a cui il Coniglio Pasquale offre un lavoro: uccidere Babbo Natale. L'assassinio è motivato dal fatto che Babbo Natale con il suo impero economico e le sue tradizioni sta mandando in crisi i profitti delle altre festività. Lobo, che da bambino a Natale non aveva mai ricevuto niente di quello che aveva chiesto, accetta il contratto. Si reca quindi all'officina di Babbo Natale al Polo Nord, dove uccide tutti gli elfi suoi aiutanti. Si presenta quindi di fronte al suo obiettivo, che tiene vicino a sé proprio il Coniglio Pasquale catturato e rinchiuso in una gabbia; per non essere ucciso Babbo Natale offre un regalo a Lobo e, approfittando della sua distrazione, cerca di ucciderlo con una pistola. Lo czarniano però non si fa cogliere di sorpresa e lo uccide, sparandogli in petto. Il Coniglio Pasquale esulta per il riuscito assassinio, ma le sue urla sono così fastidiose che il cacciatore di taglie uccide anche lui.

## Accoglienza e seguiti
L'albo è considerato un classico del personaggio, che proprio in quegli anni e grazie a quegli autori riscuoteva il suo maggiore successo per la sua dose di violenza e ironia; l'autorevole rivista statunitense di fumetti Wizard sul numero 85 (settembre 1998) ha inserito la lotta tra Lobo e Babbo Natale nella lista dei dieci momenti più divertenti della storia del fumetto.
La storia ha avuto due seguiti non ufficiali come crossover con il gruppo Authority della WildStorm: The Authority/Lobo: Jingle Hell!, uscito a febbraio 2004, e The Authority/Lobo: Spring Break Massacre!, uscito ad agosto 2005. Entrambe le storie sono state realizzate dagli stessi autori di The Lobo Paramilitary Christmas Special e sono stampate in Italia dalla Magic Press in un unico volume (The Authority/Lobo: Vacanze infernali) ad agosto 2008.

## Adattamento
(Lobo)
Lobo Paramilitary è stato adattato anche cinematograficamente in un cortometraggio diretto dal regista Scott Leberecht nel 2002 come cortometraggio conclusivo del suo primo anno di studi all'American Film Institute; i ruoli di Lobo, Babbo Natale e il Coniglietto Pasquale sono stati affidati rispettivamente a Andrew Bryniarski, Michael V. Allen e Tom Gibis.

### La realizzazione del film

#### L'idea
Scott Leberecht, già presente nella regia di alcuni lavori con la Industrial Light and Magic in film come Il mistero di Sleepy Hollow, Flubber - Un professore tra le nuvole e Spawn decise di cominciare a dirigere in proprio. Si iscrisse al corso quinquennale per registi all'American Film Institute. Ecco un suo commento sulla scelta di utilizzare il personaggio dei fumetti da lui preferito, per il cortometraggio del primo anno di studio: «Penso che uno dei miei primi fumetti sia stato "Paramilitary Christmas Special", compratomi da mio fratello. Dopo averlo letto, nella mia vita non sono più riuscito ad averne a sufficienza.»

#### La scelta degli attori
Uno degli aspetti che preoccupava maggiormente il regista era trovare un attore che potesse assomigliare a Lobo e comportarsi come lui: una ricerca in alcuni siti gli permise di scoprire che c'era un attore che non solo era perfetto per il personaggio, ma sognava di recitare quella parte.
Andrew Bryniarski, infatti, aveva da sempre desiderato impersonificare Lobo sul grande schermo, tanto che nel 1999 aveva fatto circolare delle foto che lo ritraevano truccato nei panni dell'Uomo, mostrando la sua incredibile somiglianza con il personaggio. Leberecht temendo inizialmente un rifiuto dell'attore, che aveva recitato in film come Batman - Il ritorno, Street Fighter - Sfida finale e Ogni maledetta domenica, provò ugualmente: «A un certo punto pensai: "Oh mio Dio, è un grande attore. È stato in tutti questi grandi film. Non lo farà mai. Riderà." Ma poi pensai: "Forse è maniaco del personaggio come lo sono io e coglierà la possibilità al volo."»
Bryniarski fu piacevolmente sorpreso dall'offerta di Leberecht e accettò rapidamente: «Pensavo che fosse perduto per sempre, che nessuno avrebbe fatto un film su Lobo.»
Leberecht scritturò successivamente Michael V. Allen (Indagine ad alto rischio) per il ruolo di Babbo Natale e Tom Gibis (Beverly Hills 90210, Beautiful Girls, Il tocco di un angelo) per quello del Coniglio Pasquale, dai quali ottenne una grande performance. Commentò così la prova di Gibis: «Tom Gibis è fantastico. Non appena aveva finito la prima interpretazione letta della parte pensavo: "Ah... ci sei!". Era perfetto.»

#### Il budget
Il budget dell'AFI era di 2400 dollari, e i più pessimisti avevano dei dubbi che uno studente del primo anno potesse completare un film di queste proporzioni con poche risorse, anche perché per quanto voleva realizzare Leberecht servivano più soldi. Il regista però era risoluto nell'andare avanti: «Devo girare questo film. Non sono che un grande fan. È semplicemente come se un qualsiasi altro ragazzo disegnasse Wolverine. Devo pitturare il mio ritratto di Lobo.»
Inaspettatamente però un nutrito numero di donatori si fece avanti e accrebbe il budget del film, con grande sorpresa da parte dello stesso regista: «Era incredibile cosa fossi in grado di far scucire alla gente quando sentivano la premessa, quando dicevo loro che stavo per girare un film su un cacciatore di taglie che viene ingaggiato dal Coniglio Pasquale per uccidere Babbo Natale.»
Il film venne girato in quattro giorni, e vennero utilizzati costumi e trucchi impensabili per un progetto studentesco.
Il copione, scritto da Scott Leberecht e Paul Bello (lo story editor) fu fatto correggere a Keith Giffen, il creatore del personaggio. Andrew Bryniarski commentò positivamente le sue correzioni: «Ha aggiunto un sacco di "Keithismi". [...] È un film su Lobo molto alla Keith Giffen.»

#### La distribuzione
La pellicola venne proiettata per la prima volta nel maggio del 2002: si trattava del progetto più atteso e più chiacchierato del campus, e fu accolto da grida di grande entusiasmo.
Successivamente ulteriori proiezioni ufficiali furono molto rare, per due motivi: sia perché sono stati utilizzati senza autorizzazione personaggi di proprietà della DC Comics (utilizzo comunque permesso dall'AFI per progetti didattici), sia perché il regolamento dell'AFI stabilisce che nessun film girato dagli studenti dell'istituto può essere venduto, distribuito o proiettato al di fuori dell'istituto stesso. Questa regola è stata pensata dall'AFI per evitare che gli studenti vedano distribuiti i loro primi lavori senza la loro approvazione, ed è severamente controllata: una distribuzione non lecita di questi film avrebbe serie conseguenze sia per i distributori sia per gli studenti coinvolti nella produzione.
Ciononostante, copie bootleg del film possono essere trovato in rete o, occasionalmente, su eBay.

### Il futuro
Nonostante questo cortometraggio non possa mai avere un'ampia distribuzione, Leberecht si augura che qualcuno a Hollywood lo possa vedere e trarne la spinta necessaria per realizzare un vero lungometraggio sul personaggio.
Se un film del genere venisse realizzato, senza dubbio Leberecht cercherebbe di cogliere al volo la possibilità di dirigerlo: «Se mi si ponesse nella posizione di poter girare un giorno un film su Lobo reale, live-action e con un budget di milioni di dollari, sarebbe grande, ma non è per quello che l'ho fatto. Ho girato "The Lobo Paramilitary Christmas Special" perché amo fottutamente il personaggio e dovevo farlo.»

## Differenze tra fumetto e film
I dialoghi del film sono molto fedeli a quelli del fumetto, ma il basso costo a disposizione e il fatto di essere un film studentesco hanno ovviamente condizionato la possibilità di rappresentare tutto quello che avviene nella storia originale, con grande rammarico da parte di Leberecht: «Probabilmente l'unico rimpianto che ho è che non potevamo rappresentare l'ultra-violenza. Volevo girare tutta la scena in cui [Lobo] fa volare via gli elfi, con parti del corpo che volano e roba così.»
La prima grande differenza tra il film e il fumetto è che nel primo caso viene narrata semplicemente l'avventura di Lobo, mentre nel secondo caso si ha una "storia nella storia": una coppia di coniugi è in crisi economica e non può regalare niente ai suoi figli per Natale, e nel timore di essere linciati dalla prole decidono di ucciderli nel sonno. Improvvisamente però trovano fuori dalla loro porta un libro, e decidono di leggerlo per accertarsi che sia un regalo adatto. Il libro si intitola "Il contratto natalizio di Lobo" e narra della caccia di Lobo a Babbo Natale. Alla fine della lettura il libro si autodistrugge, lasciando esterrefatti e sconsolati i due, che sono costretti così a uccidere i loro figli.
Nello schema seguente sono riportate le scene o i personaggi che appaiono solo nel fumetto, quelli che appaiono solo nel film e le differenze tra le scene che appaiono in entrambi i casi.
| Solo nel fumetto | Solo nel film | In entrambi, differenti |
| --- | --- | --- |
| - Lobo è sempre accompagnato dal suo cane. - Lobo esce dal bar in cui ha incontrato il Coniglio Pasquale zittendo il barista. - Lobo prepara tutto l'equipaggiamento per andare a uccidere Babbo Natale. - Nella fortezza di Babbo Natale si trovano dei pinguini, schiavizzati dagli elfi; dopo che Lobo ucciderà Babbo Natale si uniranno a lui nella sua opera di devastazione. - Babbo Natale si trova insieme a un gorilla di nome Kong. - Lobo e Babbo Natale duellano furiosamente a colpi di machete, finché lo Czarniano non riesce a decapitare l'avversario. - Dopo aver ucciso Babbo Natale, Lobo si reca nella sua banca dati, dove sono archiviati i nomi di tutti i bambini del mondo, e decide di sfruttarla per uccidere sia quelli "buoni" ("Prede future, ecco quello che sono!") che quelli "cattivi" ("Una potenziale fonte di competizione, bastardi!"). Insieme al suo cane e a Kong prende così la slitta di Babbo Natale e bombarda tutti coloro che si trovavano nel database. | - All'incontro tra il Coniglio Pasquale e Lobo sono presenti anche due conigliette, che vengono mandate via per parlare liberamente. - Mentre sta parlando con il Coniglio Pasquale Lobo spiaccica con un pugno un coniglio che si trova sul tavolo. - Babbo Natale ha catturato il Coniglio Pasquale e lo tiene in una gabbia, mentre nel fumetto il Coniglio non compare più dopo l'incontro con Lobo nel bar. - Babbo Natale offre a Lobo un regalo che lo Czarniano gli aveva chiesto da piccolo, e Lobo lo prende; Babbo Natale cerca quindi di approfittare della sua distrazione e di sparargli, ma viene ucciso a sua volta dal suo avversario con un colpo di pistola in petto. - Lobo uccide anche il Coniglio Pasquale. | - Nel film il Coniglio Pasquale si presenta a Lobo con un volgare e arrabbiato "I'm the fuckin' Easter Bunny" ("Sono il fottuto Coniglio Pasquale"), mentre nel fumetto ha un tono molto più spaventato. - La scena del massacro degli elfi è molto più lunga e curata nel fumetto: Lobo entra nella fortezza di nascosto, uccidendo due sentinelle che si trovano all'entrata, e mette sull'allerta tutta la fortezza. All'interno viene circondato dagli elfi, che cercano di sparargli con delle pistole giocattolo, e li massacra tutti a fucilate canticchiando una canzone (insieme al suo cane). Nel film invece tutta la scena è vista da una telecamera di sicurezza, e Lobo uccide tutti gli elfi in corpo a corpo. - Nel fumetto Lobo arriva a Babbo Natale girando nella sua villa, mentre nel film il suo arrivo è annunciato da un elfo moribondo. |